# Lipas (sjö i Kontiolax, Norra Karelen)
Lipas är en sjö i kommunen Kontiolax i landskapet Norra Karelen i Finland. Den är 2,5 meter djup. Arean är 42 hektar och strandlinjen är 8,46 kilometer lång. Sjön  ingår i Jänisjokis huvudavrinningsområde.   Den ligger omkring 20 kilometer öster om Joensuu och omkring 390 kilometer nordöst om Helsingfors. 